# دردار موسي
دردار موسي (الاسم العلمي:Ulmus mossii) هو نوع نباتي يتبع جنس الدردار من فصيلة الدردارية.